# 高野茂義
高野 茂義（たかの しげよし、1877年〈明治10年〉1月2日 - 1957年〈昭和32年〉3月31日）は、日本の剣道家。流派は中西派一刀流。称号は大日本武徳会剣道範士。旧姓は千種。

## 経歴
旧水戸藩の北辰一刀流指南役・千種甲午郎茂春の次男として茨城県水戸に生まれる。小学校の仲間に、内藤高治の甥で後に横綱力士となる常陸山谷右エ門がいた。茂義は力が強く、相撲部屋への入門を勧められたこともあったという。
14歳で父を亡くし、旧弘道館剣術方教授小澤寅吉の道場・東武館で剣術を学ぶ。1895年（明治28年）、高野佐三郎（中西派一刀流）の道場・浦和明信館に入門。1900年（明治33年）、高野佐三郎の養子となる。
1914年（大正3年）、南満州鉄道株式会社の招聘を受け、終戦まで同社の剣道師範を務める。
1929年（昭和4年）、御大礼記念天覧武道大会指定選士の部に出場。初日に足を負傷する。翌日は傷をおして出場し、決勝戦まで勝ち進んだが、持田盛二に敗れ、惜しくも準優勝に終わった。因みにこの時の立会人は養父の高野佐三郎である。1934年（昭和9年）、皇太子殿下御誕生奉祝天覧武道大会の審判員並びに特選試合に出場し、中山博道との試合を披露した。
太平洋戦争終戦後、満州から帰国。郷里水戸で余生を送った。長男の慶寿は40歳でチフスにより死去。二男の孫二郎は東京高等師範学校で剣道と陸上競技の選手として活躍し、卒業後は教職を務め、剣道範士に進んだ。

## 称号
- 1908年（明治41年）、大日本武徳会剣道教士
- 1922年（大正11年）、大日本武徳会剣道範士

## 著書
- 『剣道一路』〈サンケイ新書〉産業経済新聞社、1956年。